# Hygrohypnum fontinaloides
Hygrohypnum fontinaloides är en bladmossart som beskrevs av Chen Pan-chieh 1955. Hygrohypnum fontinaloides ingår i släktet bäckmossor, och familjen Amblystegiaceae. Inga underarter finns listade i Catalogue of Life.